# Amendeuix-Oneix
Amendeuix-Oneix è un comune francese di 420 abitanti situato nel dipartimento dei Pirenei Atlantici nella regione della Nuova Aquitania.
Il comune è stato creato il 27 agosto 1846 con la fusione dei comuni di Amendeuix e di Oneix. Una parte del territorio è stato tuttavia attribuito al comune di Aïcirits.

## Società

### Evoluzione demografica
Abitanti censiti